# Juventude Operária Católica
A Juventude Operária Católica é um movimento  da Igreja Católica para jovens entre 14 e 30 anos.
Trata-se de um movimento que foi influenciado pelo humanismo de Jacques Maritain, pelo personalismo social de Emmanuel Mounier, pelo evolucionismo progressista do jesuíta Teilhard de Chardin, pela reflexão social dos dogmas de Henri de Lubac (jesuíta), pela teologia dos leigos do dominicano Yves Congar e pela teologia do trabalho de Marie-Dominique Chenu (dominicano).

## História
Em 1923, foi fundada a JOC, em Bruxelas (Bélgica), por iniciativa do sacerdote belga Joseph Cardjin, um padre oriundo de uma família operária. A experiência foi expandida para outros países até que em 1947, foi instituído o Movimento Internacional Jocista (JOCI), também sob a liderança do Padre Cardjin.
A JOC tem como missão: "a libertação dos jovens trabalhadores e trabalhadoras; ser testemunha da presença libertadora de Jesus e do projecto de Jesus Cristo no seio da classe operária."
A JOC era parte da Ação Católica e elaborava uma concepção de fé bem mais voltada para a realidade social do que outras ações no interior da Igreja Católica. Seu propósito era o de ensinar o jovem trabalhador a viver uma vida completa e mais humana e a ser um corpo representativo que defendesse o direito dos operários. Desse modo o integrante da JOC deveria ser um apóstolo no próprio meio operário, construindo sua formação na e pela ação, fundamentada na metodologia do "Ver, Julgar e Agir".
Durante a Segunda Guerra Mundial, diversos integrantes da JOC na França se juntaram à Resistência Francesa, como por exemplo: André Denis, Eugene Descamps, Émile Engel, Georges Montaron, Gilbert Pradet, Henri Duteil, Jean Courtecuisse, Jean Van Lierde, Jules Duquesne, Louis Alvergnat, Louis Beugniez, Lucien Croci, Marcel Guénault, Paul Guilbert, Pierre Loquet, Raymond Borme, Rémy Montagne, René-Georges Laurin, Roger Derry e Rolande Birgy.
Na Bélgica, a JOC, liderada por Victor Michel, deu forte apoio às ações de resistência à ocupação nazista.
Dentre os integrantes da JOC que foram beatificados, pode-se citar: Marcel Callo.

## Método Ver, Julgar e Agir
Para a JOC, o "Método Ver, Julgar e Agir" não é uma simples técnica de programação de reuniões e encontros, mas o método fundamental de educação e evangelização de jovens.
Esse método pretender capacitar os jovens do meio operário e popular como militantes operários cristãos, comprometidos na transformação da realidade e, com esse espírito, desenvolver, através da ação, a tarefa educativa e evangelizadora. Trata-se de um método que deve ser aplicado a todos os aspectos da vida dos jovens trabalhadores.
- Ver: observar o que se passa à nossa volta: acontecimentos, casos, atitudes nossas ou de outros e a partir dessa observar tentar descobrir as causas e consequências dos fenômenos;
- Julgar: confrontamos a realidade observada com os valores do Evangelho; os Direitos Humanos e a Doutrina Social da Igreja;
- Agir: organizar-se com outros jovens em pequenas e sucessivas ações nos locais de trabalho, escola, bairro; ou então participar de grandes iniciativas para buscar soluções para um problema que aflige muitos.[7]

## No Brasil
Os primeiros grupos da JOC no Brasil foram criados a partir de iniciativas esparsas ainda da década de 1920, e adquiriram maior importância a partir de 1947, quando foi realizada a Primeira Semana Nacional de Estudos, em São Paulo, em um momento no qual a Ação Católica Brasileira começava a se reorganizar. Em 1948, o Padre Cardjin visitou o Brasil e a JOC passou a ter uma organização nacional.
Na década de 1950, observou-se um envolvimento crescente da JOC com os problemas da classe trabalhadora. Em 1952, foi criada a Confederação Nacional dos Bispos do Brasil (CNBB), sob a liderança de Dom Helder Câmara e de bispos que promoviam reflexões sobre a missão da Igreja mais preocupada com a realidade social do que anteriormente.
Durante a década de 1960, a JOC continuava a preocupar-se com sua expansão e fortalecimento e com a coordenação mais eficaz de seus próprios quadros. O Movimento chegou a ter 25.493 integrantes e seu jornal mensal alcançou uma tiragem de 40 mil exemplares. Seus integrantes começaram a empregar mais tempo para tratar de questões profissionais, condições de trabalho, sindicatos e associações.
Em 1961, ocorreram três importantes eventos no Rio de Janeiro: o II Congresso Mundial da JOC, o I Congresso Nacional de Jovens Trabalhadores e o Congresso de Jovens Empregadas Domésticas. Este último, mais tarde, foi determinante na criação de uma associação profissional para essas trabalhadoras.
Em 1962, ex-integrantes criaram a Ação Católica Operária (ACO), para que as iniciativas da JOC não fossem limitadas aos mais jovens. Em 1963, integrantes da JOC organizaram o Serviço de Cultura Popular. Os padres que atuavam como assistentes da JOC estiveram entre os primeiros sacerdotes que refletiram sobre princípios pedagógicos em relação ao trabalho com as classes populares, que teriam um grande impacto, mais tarde, na Igreja popular.
Em 1963, os militantes mais radicais da JOC, da Juventude Universitária Católica (JUC) e da Juventude Estudantil Católica (JEC) ajudaram na formação da Ação Popular, que optou por uma política de preparação revolucionária, atuando na mobilização e conscientização popular em uma luta contra a exploração capitalista.
A JOC foi perseguida pelo regime instaurado pelo Golpe Militar de 1964. Toda a sua equipe nacional foi presa e torturada, seus Conselhos Nacionais de 1964 e de 1965 foram cancelados e o Movimento passou para a clandestinidade, perdendo muito de sua vitalidade. Nessa época, os Círculos Operários, de caráter mais conservador e mais voltados para questões eclesiais, apoiaram o golpe em nome do anticomunismo. A repressão se agravou no final da década de 60 quando a JOC passou a defender o socialismo.
Com a redemocratização, a JOC se revigorou, ao lado de Comunidades Eclesiais de Base e de Movimentos Pastorais.
Em algumas cidades, a JOC foi substituída pela Pastoral da Juventude no Meio Popular (PJMP).

## Em Portugal
Em 1935, teve início a JOC em Portugal. Sua ação propagou-se rapidamente e ela se constituiu como o único movimento juvenil da Igreja Católica portuguesa até o Concílio Vaticano II. A JOC apoiou campanhas reivindicativas por direitos elementares dos jovens, muitos de seus integrantes se tornaram militantes operários e cristãos, alguns dos quais, assumiram papel relevante na sociedade civil e no interior da própria Igreja. 
No caso português, foi particularmente relevante na oposição à ditadura do Estado Novo. Nomes relevantes incluem, por exemplo, Manuel Serra.
A JOC continua a atuar pois muitos jovens do meio operário continuam a sofrer com a precariedade, o desemprego, a insegurança, a dificuldade em encontrar sentido para a sua vida e também na Igreja. A JOC busca formas de atuar adequadas à sua situação, à cultura, à linguagem e à expressão dos jovens do meio operário.